# ʩ
Cette page contient des caractères spéciaux ou non latins. S’ils s’affichent mal (▯, ?, etc.), consultez la page d’aide Unicode.
ʩ, appelé feng ou ligature f eng, est une lettre additionnelle de l’écriture latine qui est utilisée dans les extensions de alphabet phonétique international pour représenter une consonne vélo-pharyngeale fricative (en).

## Représentations informatiques
Le feng peut être représentée avec les caractères Unicode (alphabet phonétique international) suivants :
| formes    | représentations | chaînes de caractères | points de code | descriptions                 |
| --------- | --------------- | --------------------- | -------------- | ---------------------------- |
| minuscule | ʩ               | ʩ                     | U+02A9         | lettre minuscule latine feng |